# کارسینوم سارکوماتوئید
کارسینوم سارکوماتوئید (انگلیسی: Sarcomatoid carcinoma) که گاهی به آن «کارسینوم پلئومورفیک» نیز گفته می‌شود، شکل نسبتاً نادری از سرطان است که سلول‌های بدخیم آن دارای خواص بافت‌شناسی، سلولی یا مولکولی تومورهای بافت پوششی ("کارسینوم") و تومورهای مزانشیمی ("سارکوم") هستند. اعتقاد بر این است که کارسینوم‌های سارکوماتوئید از اشکال شایع تر تومورهای بافت پوششی ایجاد می‌شوند.

## انواع
کارسینوم سارکوماتوئید یک نوع تومور نادر ریه است که در دسته کارسینوم‌های ریه غیر سلول کوچک (NSCLC) با تمایز کم قرار دارد. بر اساس ویژگی‌های بافتی، می‌توان آن را به کارسینوم سلول غول‌پیکر (تقریباً به‌طور کامل از سلول‌های غول‌پیکر)، کارسینوم سلول دوکی‌شکل (تقریباً به‌طور کامل از سلول‌های دوکی‌شکل)، کارسینوم پلئومورفیک (دست‌کم ۱۰٪ سلول‌های دوکی‌شکل/غول‌پیکر یا متشکل از سلول‌های غول پیکر یا دوکی‌شکل به تنهایی)، کارسینوسارکوم (ترکیبی از NSCLC و سارکوم خالص)، و بلاستوم ریوی دو فازی (شامل مولفه‌های بافت پوششی جنینی و استرومای مزانشیمی اولیه طبقه‌بندی کرد.

## مکان
در موارد نادر، کارسینوم سارکوماتوئید در روده کوچک شناسایی شده است. آنها ممکن است خواص اپیتلیوئیدی و مزانشیمی داشته باشند یا فقط از سلول‌های دوکی نوع مزانشیمی تشکیل شده باشند و CD117 و BRIP1 آنها منفی است.
برخی از موارد کارسینوم ساکروماتوئید حنجره به پرتودرمانی مقاوم هستند.

## همه‌گیرشناسی
این نوع تومور کمتر از ۱ درصد از همه سرطان‌های اولیه ریه را تشکیل می‌دهد. تومورهای اولیه ریه از بافت‌های خودِ ریه منشأ می‌گیرند و متاستازی از سایر نقاط بدن نیستند.